# موریس فرانک
موریس فرانک (انگلیسی: Maurice Franck; ۱ ژانویهٔ ۱۸۹۷ – ۲۱ مارس ۱۹۸۳) رهبر ارکستر، آهنگساز، و مربی موسیقی اهل فرانسه بود.
او برندهٔ جوایزی همچون جایزهٔ بزرگ رم شده است.